# Иркутский комсомолец (памятник)
Танк «Ирку́тский комсомо́лец» — памятник в Иркутске в честь первой танковой колонны «Иркутский комсомолец», построенной на средства комсомольцев области.
Памятник был открыт в Иркутске на углу улиц Декабрьских Событий и Советской 9 мая 1967 года. На постаменте был установлен танк Т-34-85 под номером 4100855 1944 года выпуска.

## Танковые колонны «Иркутский комсомолец»
С началом Великой Отечественной войны началось движение за сбор средств на постройку боевой техники. Инициаторами такого движения в Иркутской области выступили комсомольцы Иркутского завода тяжёлого машиностроения имени Куйбышева. Первая колонна танков «Иркутский комсомолец» была отправлена на фронт к апрелю 1942 года, 6 мая 1942 года её передали танкистам 206-го запасного полка. Всего было построено 12 танков Т-26 и БТ-5. Вторая колонна танков поступила на фронт в марте 1943 года. Во вторую колонну вошли танки Т-34 и 2 танка Т-70. Всего на строительство танков в Иркутской области было собрано 12 миллионов 360 тысяч рублей. Танк, установленный на пьедестале, не входил в эти колонны, но участвовал в боях и дошёл до Праги.

## В нумизматике и филателии
6 мая 2022 года Банк России в серии «Города трудовой доблести» выпустил монету, посвященную Иркутску, на которой изображен памятник. В 2023 году была выпущена аналогичная почтовая марка.

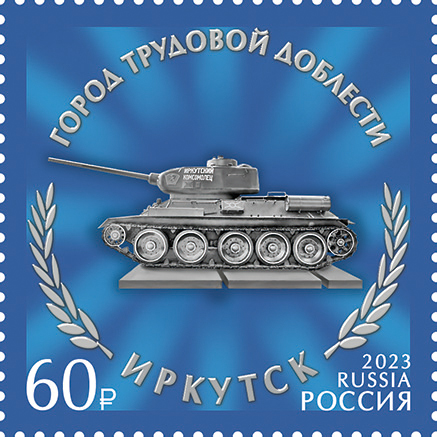
Почтовая марка
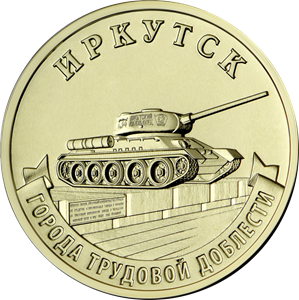
10 рублей, Иркутск, 2022 год